# Союнов, Шохрат Агамурадович
Шохрат Агамурадович Союнов (туркм. Şöhrat Agamyradowiç Söýünow; род. 8 марта 1992, Боюнузынский этрап, Лебапский велаят, Туркменистан) — туркменский футболист, защитник футбольной клуба «Ахал» и национальной сборной Туркменистана.

## Клубная карьера
Родился 8 марта 1992 года в Боюнузынском этрапе Лебапского велаята Туркменистана.
Профессиональную карьеру начал в столичном клубе «МТТУ».
С 2015 года игрок «Алтын Асыра». В первый же год в составе «Алтын Асыра» стал чемпионом, обладателем кубка и Суперкубка Туркменистана 2015.
В феврале 2020 года Союнов подписал однолетний контракт с малайзийским клубом ПДРМ. Дебют Шохрата состоялся 1 марта в матче против «Сабаха».
В марте 2021 года перешёл в «Ахал».

## Карьера в сборной
Дебютировал за сборную Туркменистана 23 марта 2011 года в матче квалификации Кубка Вызова АФК 2012 против сборной Тайваня.
В составе сборной Туркменистана (до 22) был участником Кубка Содружества 2013.

## Достижения
Сборная Туркменистана
- Финалист Кубка вызова АФК: 2012

 МТТУ
- Победитель Кубка президента АФК: 2014

 Алтын Асыр
- Суперкубок Туркменистана: 2015
- Чемпион Туркменистана: 2015
- Кубок Туркменистана: 2015